# Prosopocoilus dissimilis okinawanus
Prosopocoilus dissimilis okinawanus es una subespecie de coleóptero de la familia Lucanidae.

## Distribución geográfica
Habita en Okinawa (Japón).